# Alaimus acutus
Alaimus acutus is een rondwormensoort uit de familie van de Alaimidae.